# Бретен
Бретен (нім. Bröthen) — громада в Німеччині, розташована в землі Шлезвіг-Гольштейн. Входить до складу району Герцогство Лауенбург. Складова частина об'єднання громад Бюхен.
Площа — 10,69 км2. Населення становить 320 ос. (станом на 31 грудня 2020).